# Comté de Foix
1012–1607/1790
Entités précédentes :
- Comté de Carcassonne
- Vicomté de Béarn
- Comté de Bigorre
- Vicomté de Narbonne
- Vicomté de Marsan
- Royaume de Navarre

Entités suivantes :
- Royaume de France
- Royaume de Navarre
- Principauté d'Andorre

Le comté de Foix est un ancien comté français créé en1002 par testament à partir des conquêtes du Comte de Carcassonne, Roger Ier le Vieux, (plus tard vassal peu soumis des comtes de Toulouse), au profit de son fils cadet, le Comte Bernard-Roger, qui devient indépendant à la mort de son père en 1012.  
En 1398, le comté passe à la maison de Grailly et, en 1458, le roi Charles VII l'érige en pairie en faveur du comte Gaston IV. Le comté-pairie passe à la maison d'Albret en 1484 puis à celle de Bourbon-Vendôme en 1548. En 1607, le roi Henri IV réunit le comté au domaine de la Couronne de France.
Depuis la Révolution, le comté est entièrement compris dans le département de l'Ariège, dont il constitue approximativement la partie centrale.

## Histoire

### Le pays de Foix dans les temps anciens
Le comté de Foix faisait partie du pays des Volques Tectosages sous les Romains ; se divisait en haut et en bas pays de Foix, et avait pour places principales : dans le haut-pays, Foix, Tarascon, Ax ; dans le bas-pays, Pamiers, Saverdun, Lézat-sur-Lèze, Le Mas-d'Azil.
Le pays de Foix, fait partie de l'Empire romain, du royaume des Wisigoths, du royaume franc mérovingien, du duché d'Aquitaine, de l'empire carolingien, plus particulièrement du comté carolingien de Toulouse dont la partie méridionale échoit au comte de Carcassonne de Roger Ier le Vieux, comte de Carcassonne, de Comminges, et de Couserans.

### Comté de Foix (1012-1607)

#### Maison de Foix-Carcassonne (1012-1398)
C'est vers 1012 que le territoire  est érigé en comté. Le premier comte de Foix est Bernard Roger de Foix, également comte de Couserans et de Bigorre. À sa mort en 1035, l'un de ses fils, Roger Ier de Foix hérite du comté de Foix.
S'ils sont tout d'abord vassaux des comtes de Toulouse, les comtes de Foix voient s'accroître leur puissance du XIe siècle au XVe siècle.
Au XI et XIIe siècle, l'administration centrale du comté se limite à la cour des vassaux. Ce conseil réunit les principaux seigneurs du pays autour du comte pour approuver les décisions importantes concernant la politique et la justice du comté. Au XIIIe siècle, une véritable administration centrale remplace le conseil des vassaux. L'administration est dirigée par trois personnages principaux : le sénéchal, le juge mage et le trésorier.
L'existence du juge mage est attestée dès 1267. Il est à la tête de la justice ordinaire et au-dessus de tous les personnages qui ont un pouvoir de justice dans le comté (bayles, cours consulaires et juges locaux aussi bien relèvent de la justice comtale que seigneuriale). Ils jugent aussi les affaires que le comte considère comme importantes au détriment de la haute justice communales ou seigneuriales. Il s'agit des affaires touchant le comte, sa famille, son domaine, la trahison, l'hérésie, fausse monnaie ou encore de violation de la paix. Il arbitre aussi les conflits entre communauté et détient le sceau comtal. Le sénéchal est le plus illustre des grands officiers. Toujours recruté parmi les plus grandes familles du comté, il est considéré comme le lieutenant du comte. Il a un important rôle législatif, en promulguant des ordonnances dans différents domaines politiques. Son existence est attestée en 1283. Les attributions du sénéchal et du juge mage sont mal définis et s'interfèrent entre elles. Le trésorier s'occupe lui des affaires financières.
Le comté fut uni par alliance en 1290 à la vicomté de Béarn.

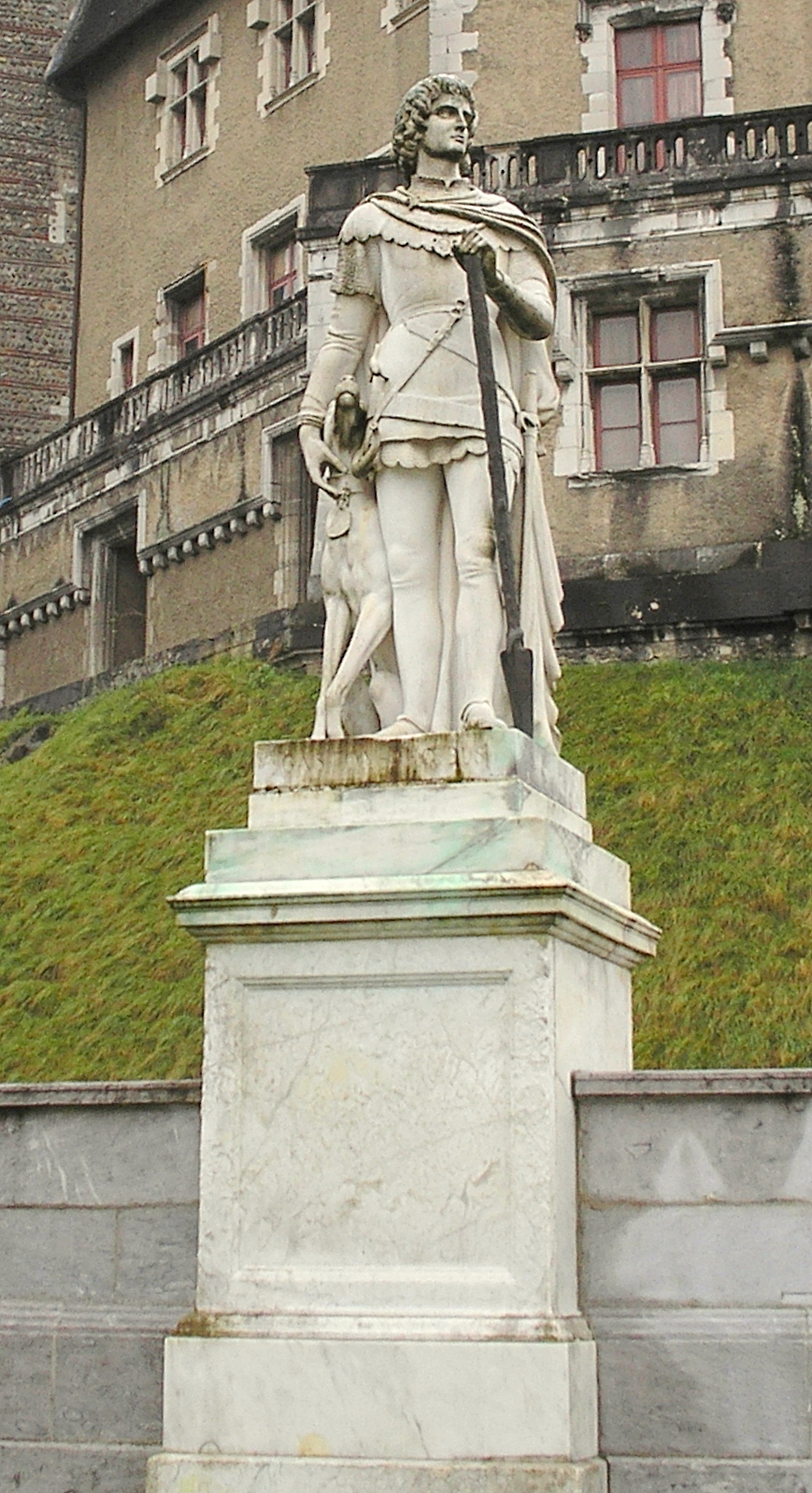
Statue de Gaston Fébus.

Au temps de Gaston Fébus l'administration comtale s'inspire du gouvernement royal. La cour féodale est supplantée par un conseil privé qui devient l'organe principal du gouvernement comtal. Il est composé de conseillers et de commissaires recrutés essentiellement parmi les juristes du comté. Les commissaires ont aussi pour mission d'enquêter administrativement sur le terrain, doté par le comte de pouvoirs considérables pour un temps limité. Ses successeurs reprennent les principes administratifs que Gaston Fébus a mis en place, mais exerce un pouvoir personnel moins prononcé. Ils redonnent un rôle à la cour des vassaux et au sénéchal. Différentes cours font concurrence à la cour de Foix : la cour du sénéchal, la cour mage et la cour d'appeaux. Elles ont de grandes compétences, mais le contour de leurs pouvoirs est flou et probablement en concurrence sur certains domaines. La cour du sénéchal et la cour du juge mage semblent jouer le rôle de cour suprême. La cour d'appeaux représente le dernier degré de justice, au-dessus des juges ordinaires comtaux ou seigneuriaux. Il est un moyen pour le comte d'affaiblir le pouvoir des justices consulaires et seigneuriales. Son existence est connue dès 1317.
Le 26 août 1391 une charte de franchise, la première d'intérêt général, est accordée à la noblesse du pays de Foix par Mathieu de Foix-Castelbon qui a succédé à Gaston Fébus. Cela implique que le comte de Foix doit consulter cette assemblée de nobles, possesseurs de fiefs, afin de pouvoir lever l'impôt et enrôler des hommes pour faire la guerre.

#### Maison de Grailly (1398-1483)

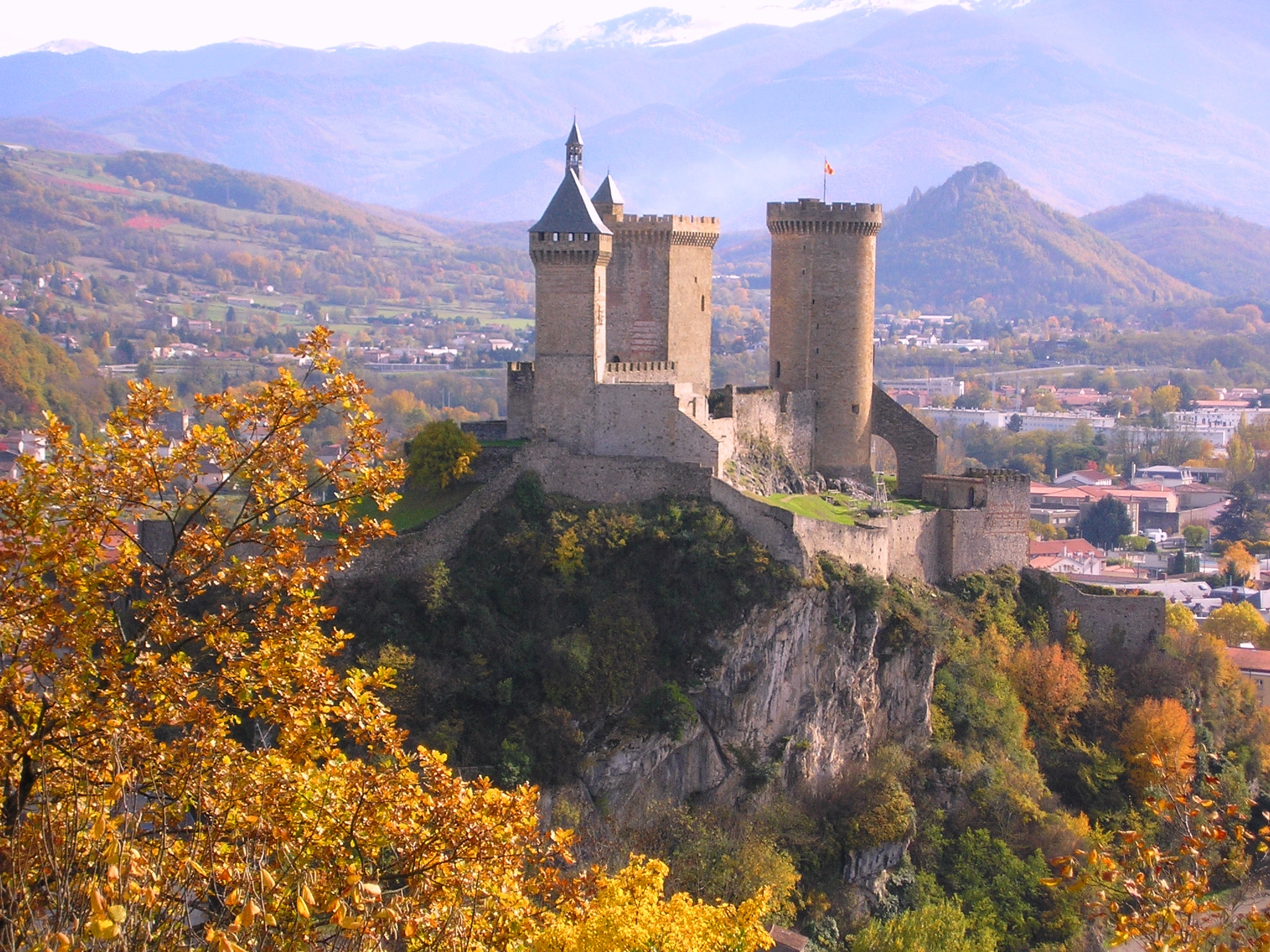
Château de Foix.

En 1398, Isabelle de Foix, héritière du comté de Foix, le transmet à la maison de Grailly, par son mariage avec Archambaud de Grailly. Aux XIIIe et XIVe siècles les comtes de Foix comptent parmi les plus puissants féodaux du royaume de France.
Cette même année Isabelle de Foix-Castelbon et son époux Archambaud de Grailly octroient une charte aux trois ordres : noblesse, clergé et communes. Les privilèges attachés, qui concernent le service militaire et l'imposition, sont accordés à la totalité des habitants du territoire. Ce qui crée l'assemblée des états de Foix.
Le fonctionnement de l'administration centrale est réglé par Gaston IV en 1448.
Le comté est érigé en comté-pairie en 1458
En 1479, Éléonore Ire de Navarre, reine de Navarre, qui avait épousé Gaston IV de Foix, comte de Foix, meurt en laissant pour successeur son petit-fils François Fébus; mais celui-ci décède très jeune dès 1483, et sa sœur Catherine de Navarre, en épousant Jean, sire d'Albret, fait passer dans cette maison le comté de Foix, ainsi que la couronne de Navarre. Dès lors, les destinées de ce comté se confondent avec celles de la Navarre.

#### Maison d'Albret (1483-1555)
Le comté-pairie passe à maison d'Albret en 1483.

#### Maison de Bourbon-Vendôme (1555-1607)
Le comté de Foix passe à la Maison de Bourbon-Vendôme en 1548.
En 1607, il est rattaché au domaine royal français.

### Le comté de Foix dans le royaume de France (1607-1789)
En 1607, le roi Henri IV réunit la comté au domaine de la Couronne.

## Territoires

Carte des communes contemporaines du département de l'Ariège, historiquement rattachées au comté de Foix.

Le comté de Foix en 1180.

Le pays formait anciennement une sénéchaussée comtale siégeant à Foix.
Il comprenait le comté proprement dit et ses annexes.
Le comté était divisé en Haut- et Bas-Comté et comprenait seize châtellenies :
- le Haut-Comté ou Haut-Foix comprenait les dix châtellenies de Foix, Tarrascon, Quié, Castelverdun, Mérens, Ax, Montaillou, Lordat, Saint-Paul et Montgailliard ;
- le Bas-Comté ou Bas-Foix comprenait les six châtellenies de Varilles, La Bastide-de-Sérou, Saverdun, Le Carlat, Saint-Ybars et Camarade.

Les annexes du comté de Foix étaient :
- la cour de Mazères, paréage entre le comte et l'abbé de Boulbonne ;
- la cour de Pamiers, paréage entre le comte et l'évêque de Pamiers ;
- Lézat (aujourd'hui, Lézat-sur-Lèze) qui ne relevait d'aucune châtellenie ;
- l'Andorre, en paréage avec l'évêque d'Urgell. C'est en tant qu'héritiers des droits des derniers comtes de Foix, transmis aux rois de France, que les présidents de la République français sont coprinces d'Andorre.

## Armoiries
Les premiers comtes de Foix portaient : D'or à trois pals de gueules.
Après l'union avec la vicomté de Béarn, ils ont écartelé les armes de Foix avec celles du Béarn, ce qui donne : Écartelé en 1 et 4 d'or aux trois pals de gueules et en 2 et 3 d'or aux deux vaches de gueules, accornées, colletées et clarinées d'azur, passant l'une sur l'autre

Comtes de Foix.
Comtes de Foix et vicomtes de Béarn.
Branche Foix-Grailly.

## Philatélie
En 1955, la poste émet un timbre postal de 50 centimes, noir, vert, jaune et rouge représentant les armoiries du comté qui porte la référence YT 1044. Il fait partie de la VIIIe série des Armoiries de provinces.